# Eublemma griseicosta
Eublemma griseicosta is een vlinder van de familie van de spinneruilen (Erebidae). De wetenschappelijke naam van deze soort is voor het eerst voorgesteld als Autoba griseicosta door William Warren in een publicatie uit 1913.
De soort komt voor in India (Meghalaya).